# Indocypha vittata
Indocypha vittata – gatunek ważki z rodziny Chlorocyphidae. Występuje w południowo-wschodniej Azji – w Mjanmie, północno-wschodnich Indiach (stan Mizoram), Tajlandii, Laosie oraz w prowincji Junnan w południowych Chinach.